# N-フェルロイルグリシンデアシラーゼ
N-フェルロイルグリシンデアシラーゼ(N-feruloylglycine deacylase、EC 3.5.1.71)は、以下の化学反応を触媒する酵素である。
N-フェルロイルグリシン + 水{\displaystyle \rightleftharpoons }フェルラ酸 + グリシン
従って、この酵素の基質はN-フェルロイルグリシンと水の2つ、生成物はフェルラ酸とグリシンの2つである。
この酵素は加水分解酵素、特に鎖状アミドの炭素-窒素結合に作用するものに分類される。系統名は、N-フェルロイルグリシン アミドヒドロラーゼ(N-feruloylglycine amidohydrolase)である。